# Torre Salvana
La Torre Salvana (o Salbana), Torre d'Eles o Quadra Sacort és un edifici de Santa Coloma de Cervelló (Baix Llobregat), catalogat com a bé cultural d'interès nacional.

## Història
El 992 era documentada com a torre d'Eles, entre els termes del castell d'Emprunyà i del Llor, i amb el nom actual el 1628. S'anomenà també Sacort que, segons el fogatge de 1368, tenia 16 focs. El nom Salvana prové dels senyors que la posseïen a finals del segle xvi i principis del xvii, els Salbà (o Salvà).
Maria d'Alentorn i Salbà, baronessa de Rialp, es casà amb Miquel de Rocabertí-Tagamanent-Descoll i d'Icard, i la seva filla Maria es va casar amb Josep Galceran de Pinós i Perapertusa, senyor de Santa Maria de Barberà, i la senyoria de la torre passà a la seva descendència. El 1813 morí Josep Esteve Galceran de Pinós i Sureda de Sant Martí, marquès de Santa Maria de Barberà i senyor de la torre Salvana, casat amb Maria Josepa de Copons, marquesa de la Manresana i baronessa de Cervelló, Sant Vicenç i Bellera. Després de la mort dels seus fills mascles sense descendència, els succeí la seva filla Maria Josepa, casada amb Josep Maria de Sarriera, comte de Solterra, i el títol i la torre continuaren en mans d'aquesta família.
Al segle xviii la quadra pertanyia a la parròquia de Sant Boi.

## Descripció
Es troba a tocar de la Colònia Güell, sobre el turó del Samuntà, la qual cosa la fa visible des de l'Autovia del Nord-est. Actualment està en abandonament i en estat ruinós.
Es tracta d'un edifici construït a partir de la part baixa d'una torre altmedieval, i d'una masia a dues vessants que pot datar del segle xvii. La façana és a un dels costats majors de l'antiga masia i fou refeta totalment en estil neogòtic. La pedra antiga s'arrebossà i s'imitaren carreus ben escairats. Les finestres i les portes es van remarcar amb decoracions goticitzants i es construí una nova torre amb merlets al costat oposat de l'antiga. La porta al recinte és ferrada, d'arc ogival i està flanquejada per dues torretes amb espitlleres.

## Galeria

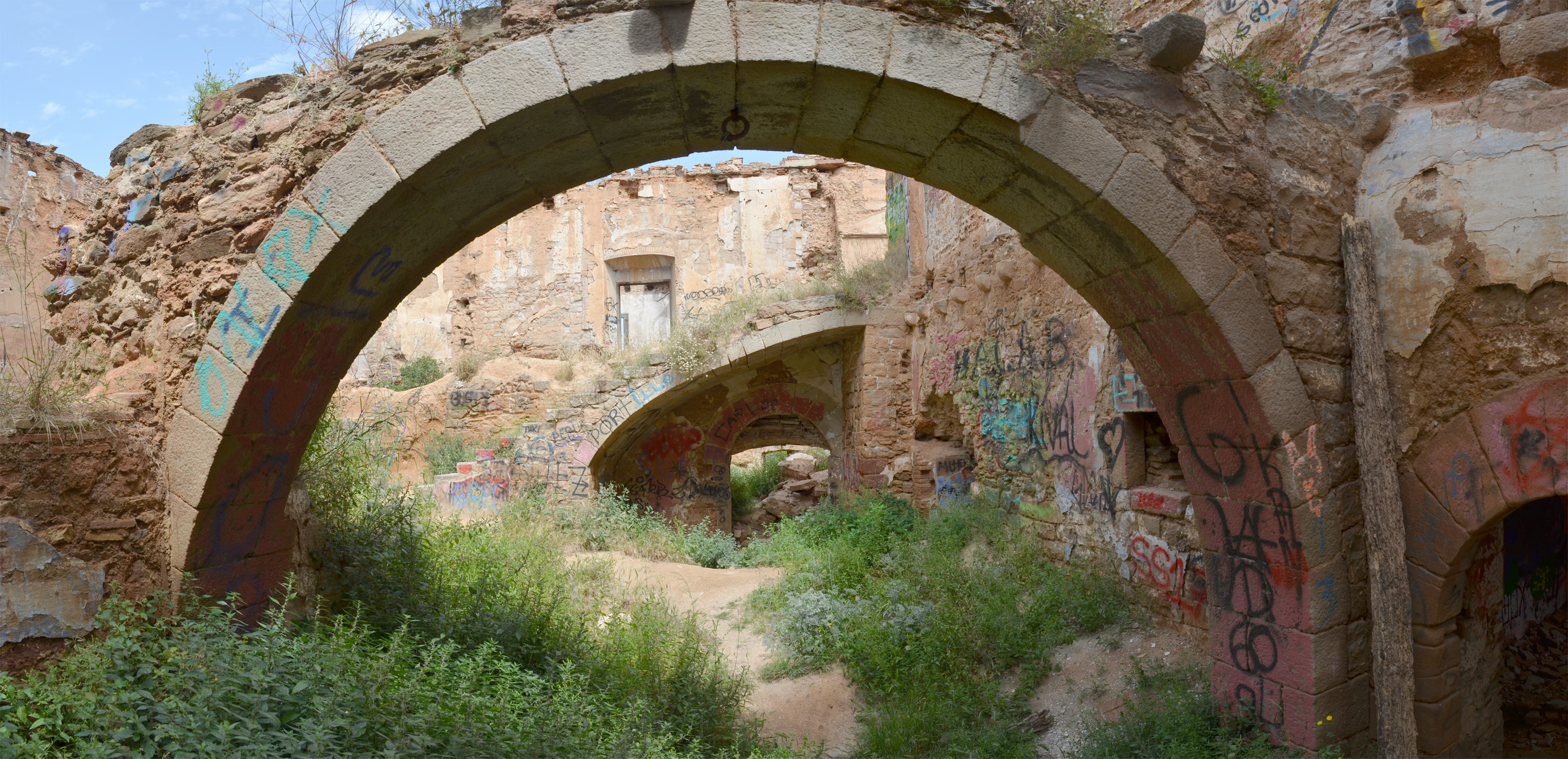
Interior, amb la façana a l'esquena
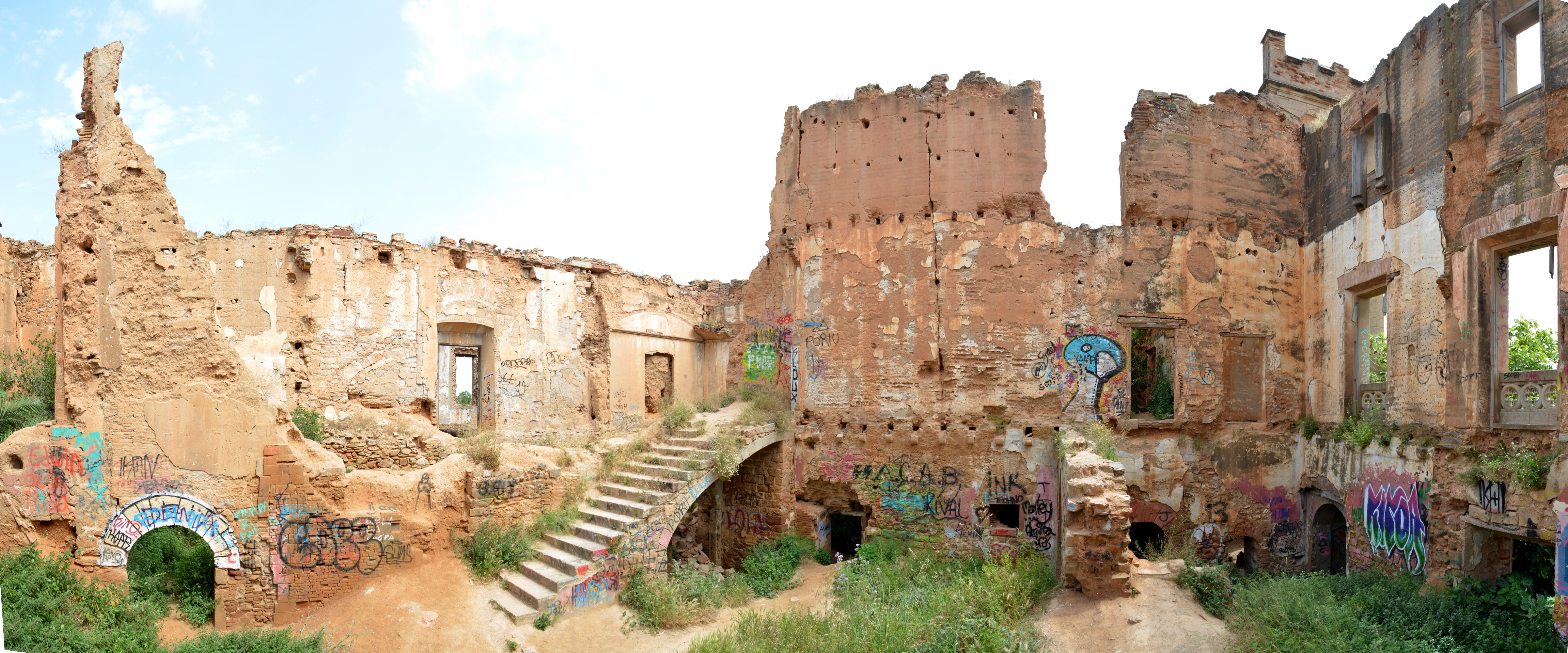
Panoràmica de l'interior
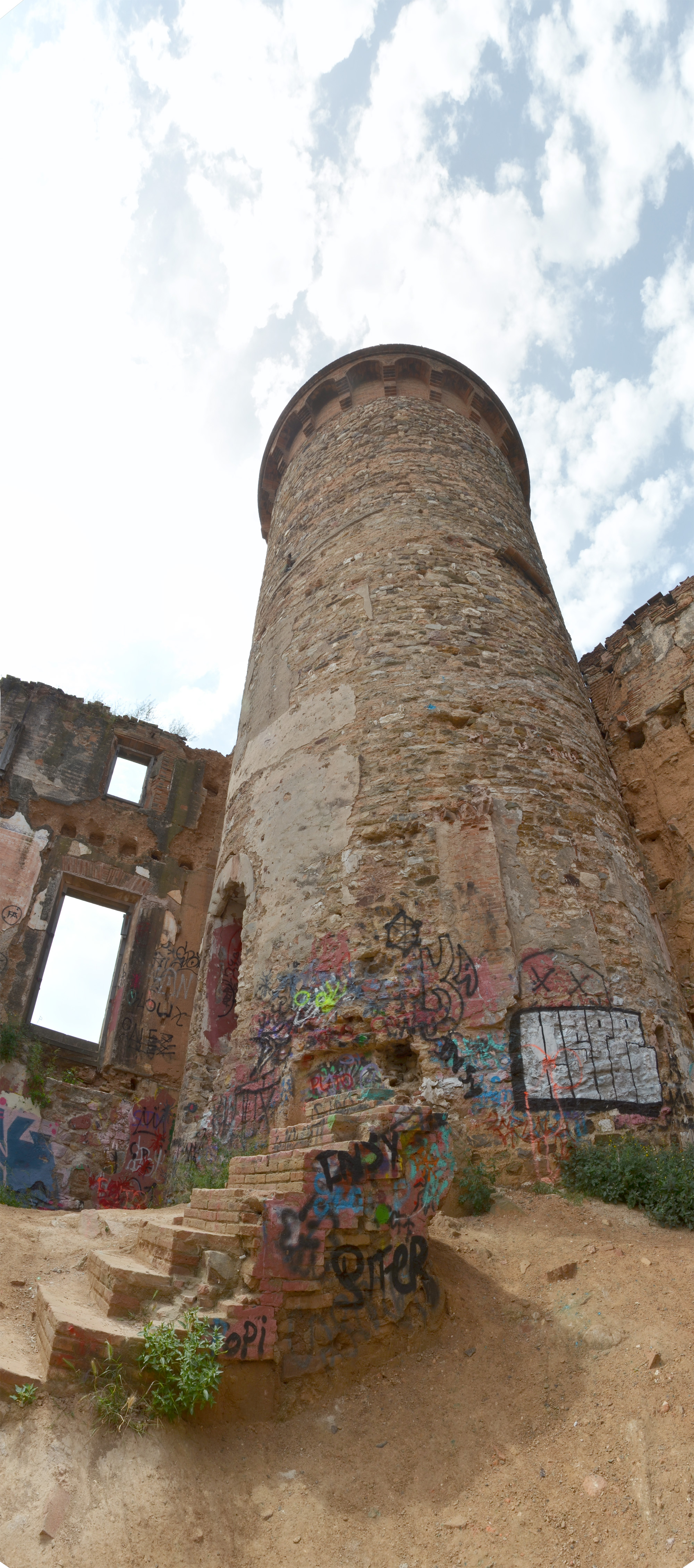
Torrassa des de l'interior